# Mr. Horsepower

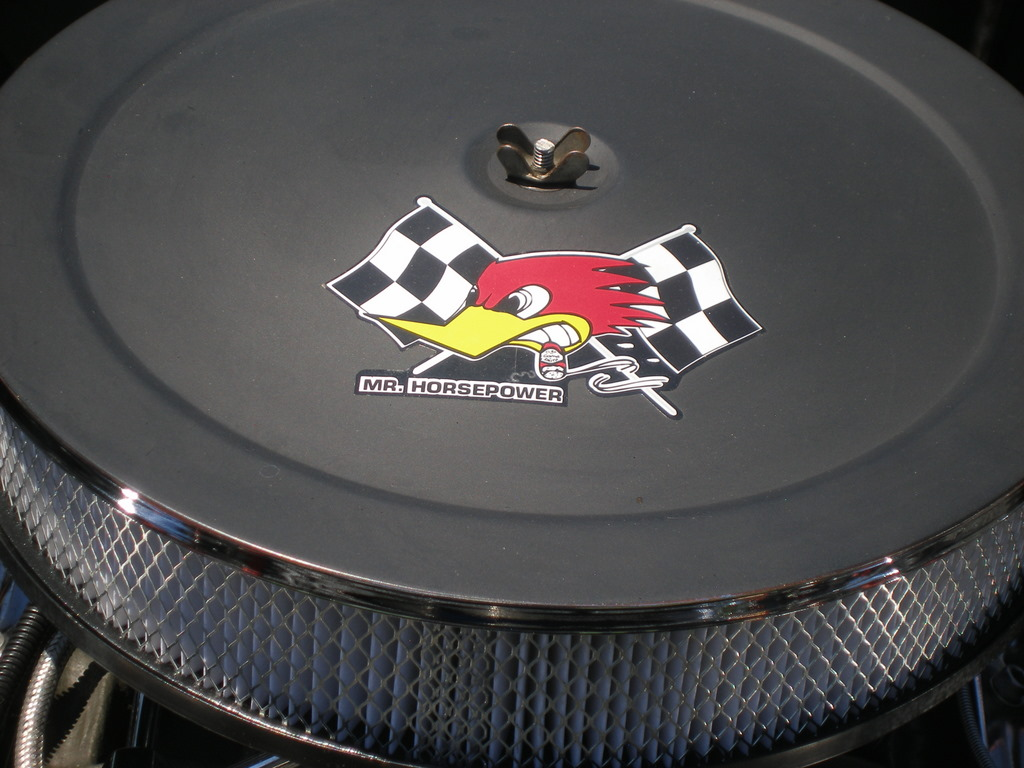
Logo do Mr. Horsepower no motor de um Corvette

Mr. Horsepower é o logo da Clay Smith Cams, uma loja de carros fundada em 1931. Ele é um pica-pau com penas vermelhas e com um charuto na boca. A figura é uma caricatura de Clay Smith (1915-1954), fundador da loja de carros e lendário guru do hot rod. A figura do Mr. Horsepower é bastante conhecida entre os aficionados por carros.

## Origem
As origens da Clay Smith Cams remontam à década de 1930, quando o piloto de corridas do Kansas, Pete Bertrand, abriu uma loja de tuning em Long Beach. Clay Smith, apenas um menino na época, foi empregado de Bertrand até a morte deste último por pneumonia em 1942.
Clay Smith, um entusiasta por corridas, assumiu a empresa e continuou produzindo peças de motor, especialmente eixos de comando de válvulas. Em 1952, Clay Smith se juntou a Troy Ruttman para vencer as 500 Milhas de Indianápolis. Em 1954, Smith morreu em um carro de corrida que ele próprio ajudou a preparar, enquanto trabalhava nos boxes em DuQuoin, Illinois. Clay foi um dos primeiros retificadores especializados em eixos de cames e construiu muitos motores vencedores de corridas.
Inicialmente o Mr. Horsepower era apenas um mascote pintado nos carros de corrida de Clay Smith, contudo o símbolo logo se tornou o logotipo da empresa à medida que a reputação das peças automotivas refinadas de Smith se espalhava. Hoje, o logotipo Mr. Horsepower é comumente visto como decalque de carro, tatuagem, logotipo de camiseta, tapetes de carro ou relógio de garagem.
Algumas pessoas confundem o Mr. Horsepower com o personagem de desenho animado Pica-Pau. Porém, trata-se de figuras diferentes. A figura de Mr. Horsepower remete a velocidade, corrida, performance e cavalos de potência.